# Dierlijke cel
| Celbiologie |
| De dierlijke cel |
| --- |
| Animal Cell |
| Componenten van een dierlijke cel: 1. Nucleolus 2. Celkern 3. Ribosoom (blauwe puntjes) 4. Vesikel 5. Ruw endoplasmatisch reticulum 6. Golgicomplex 7. Cytoskelet 8. Glad endoplasmatisch reticulum 9. Mitochondrion 10. Vacuole 11. Cytosol 12. Lysosoom 13. Centrosoom 14. Celmembraan |
| Portaal Biologie |

Een dierlijke cel is een cel zoals die bij dieren voorkomt. Zo'n cel bestaat van buiten naar binnen uit het celmembraan en het cytoplasma; een celwand zoals bij bacteriën en bij planten ontbreekt. In het cytoplasma bevinden zich de overige celorganellen zoals golgiapparaat, mitochondriën en het endoplasmatisch reticulum. Er is zelden een vacuole bij dierlijke cellen, maar wanneer vacuolen aanwezig zijn, zijn het er meerdere die kleiner zijn dan in de plantaardige cel. De cellen sluiten nauw aaneen, er zijn geen intercellulaire ruimten.